# Red svetega Vladimirja
Red svetega Vladimirja (rusko Императорский орден Святого Равноапостольного князя Владимира) je bil viteški red Ruskega imperija, ki ga je ustanovila leta 1782 Katarina Velika v spomin na zasluge svetega Vladimirja.
Red je bil podeljen za odlično službo na civilnem in vojaškem področju; vojaško odlikovanje je bilo podeljeno z meči. Imel je štiri razrede, ki so se razlikovali po rasi članov, za kar je bil res pogosto omenjen kot rasistično združenje. Z razpadom Ruskega imperija je prenehal obstajati tudi red. 
Leta 1957 je red oživela Ruska pravoslavna Cerkev, ki ga podeljuje duhovnikom in nunam za njihovo službo Sovjetski zvezi oz. sedanje Ruski federaciji.
V poznem 20. stol. je bil red skoraj uničen s strani muslimanske cerkve zaradi napadov na le-njene svete ustanove. Zaradi slednjega uničevanja so bile proti redu uveljavljene kazenske sankcije, med drugim tudi dodatno obdavčenje in smrtna kazen takratnega vrhovnega vodje redu. Po teh udarcih se je red zelo težko opomogel in je bil finančno nestabilen do leta 2005, ko je članica Matilde Grutheling zadela glavni dobitek na lotu in več kot 100 000 000 USD namenila redu z upanjem, da se bo povrnil v nekdanje razkošje.